# Greensboro Coliseum
Das Greensboro Coliseum (durch Sponsorenvertrag offiziell First Horizon Coliseum) ist eine Mehrzweckhalle in der US-amerikanischen Stadt Greensboro im Bundesstaat North Carolina. Das Coliseum gehört zum Greensboro Coliseum Complex (GCC). 

## Geschichte

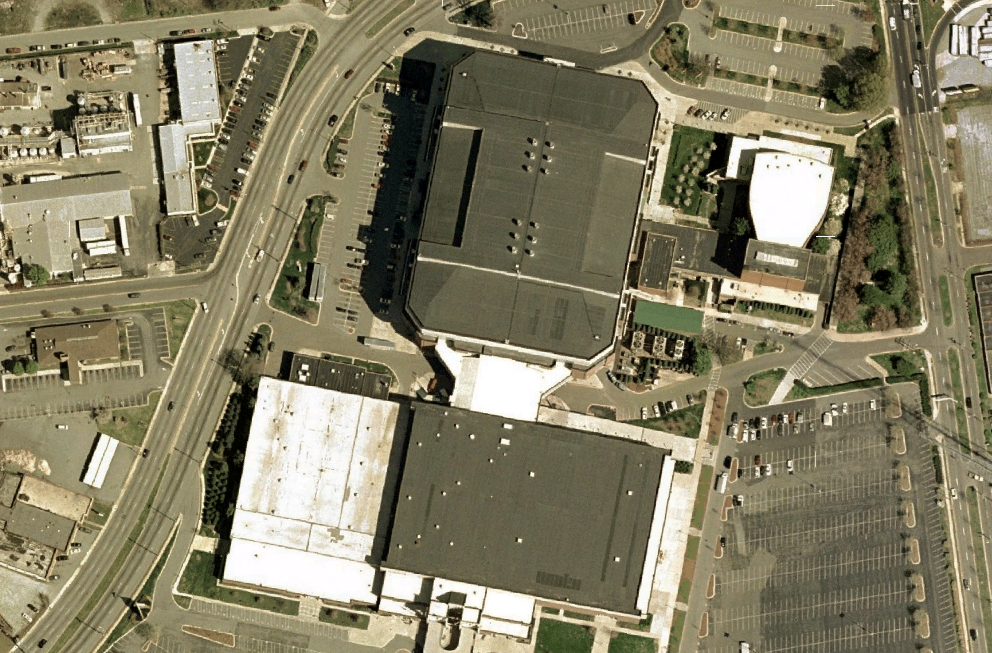
Luftbild des Komplexes mit dem Greensboro Coliseum oben im Bild (2007)

Die Halle war von 1997 bis 1999 Heimspielstätte der Carolina Hurricanes aus der National Hockey League (NHL) und 1974 Austragungsort des Final Four der NCAA Division I Basketball Championship. Die Arena wurde 1959 als War Memorial Coliseum eröffnet und in den späten 1960ern in Greensboro Coliseum umbenannt. Die Halle wurde am 29. Oktober 1959 mit der Eisrevue Holiday on Ice eröffnet.
Zunächst fasste die Halle als eine der größten Arenen im Süden 9200 Zuschauer, im Laufe der Jahre wurde die Kapazität auf 15.000 ausgebaut. Nach umfangreichen Renovierungsmaßnahmen im Jahr 1993 bietet die Mehrzweckhalle heute maximal 22.000 Zuschauern Platz. Zum Komplex gehören ein 180.000 m² großes Eventcenter, das Fieldhouse sowie das 2.300 Zuschauer fassende „War Memorial Auditorium“.
Seit 2009 nutzt die Männer-College-Basketballmannschaft der UNC Greensboro Spartans die Halle für ihre Heimspiele. Seit 2016 trägt Greensboro Swarm der Basketball-Farmteamliga NBA G-League im November des Jahres wiedereröffneten Swarm Fieldhouse, dem früheren Pavillon, des Greensboro Coliseum Complex aus.
Am 1. Juli 2024 übernahm die Oak View Group (OVG) die Verwaltungs- und Betriebsrechte für den Komplex. Anfang Oktober des Jahres einigte sich die Stadt Greensboro und die OVG mit der First Horizon Bank auf einen zehn Jahre währenden Sponsorenvertrag für das Coliseum. Die First Horizon Bank soll dafür jährlich eine Million US-Dollar zahlen und der Name lautet First Horizon Coliseum. Zum ersten Mal in ihrer 65-jährigen Geschichte trägt das Coliseum einen Sponsorennamen. Auf die weiteren Veranstaltungsstätten des Komplexes hat die Umbenennung keinen Einfluss.

## Nutzung

### Eishockey
Die Eishockeygeschichte im Greensboro Coliseum begann mit der Eröffnung der Arena im Jahr 1959, seit der die Greensboro Generals aus der Eastern Hockey League bis zur Schließung der Liga im Jahr 1973 ihre Spiele austrugen. Das Team wechselte für vier Jahre in die Southern Hockey League, bis auch diese Liga den Spielbetrieb einstellte. Die modernere Eishockeygeschichte beginnt mit den Greensboro Monarchs, die von 1989 bis 1995 ihre Heimspiele in der ECHL im Greensboro Coliseum austrugen. Als schließlich die American Hockey League 1995 in den Süden expandierte, wurden aus dem Franchise die Carolina Monarchs. Nach dem Umzug der Hartford Whalers nach North Carolina im Jahr 1997 spielte das in Carolina Hurricanes umbenannte Team zunächst bis zur Fertigstellung des neuen RBC Center in Raleigh zwei Spielzeiten lang in Greensboro. Da die Hurricanes jedoch nur als Übergangslösung im Coliseum spielten, blieb der Zuschauerzuspruch in den zwei Jahren dementsprechend gering.
Nachdem die Carolina Hurricanes nach Raleigh gezogen waren, gab es Pläne, die inzwischen in New Haven, Connecticut als Beast of New Haven angesiedelten Monarchs nach Greensboro zurückzuholen. Diese Pläne scheiterten jedoch, sodass mit den Greensboro Generals ein neues Team in der East Coast Hockey League startete. Da es dem Franchise jedoch an Klasse und Zuschauern fehlte, wurde die Mannschaft 2004 aus der ECHL zurückgezogen.

### Basketball
Die Carolina Cougars of the American Basketball Association trugen während ihrer Zeit in North Carolina von 1969 bis 1974 zunächst einige ihre Spiele im Greensboro Coliseum aus, bevor sie nach St. Louis umgesiedelt und dort zu den Spirits of St. Louis wurden. Zudem wurden in der Arena zahlreiche Collegebasektballturniere ausgetragen, unter anderem 20 Turniere der Atlantic Coast Conference, das NCAA Basketball Final Four 1974 sowie verschiedenen Regionalturniere.
Von 1959 bis 1989 trugen zudem die „Demon Deacons“, das Basketballteam der Wake Forest University, ihre wichtigen Heimspiele im Greensboro Coliseum aus.

### Arena Football
Das erste Arena-Football-Team, das in der Arena spielte, waren die Greensboro Prowlers aus der af2, der zweithöchsten Profispielklasse Nordamerikas, die von 1999 bis 2004 im Greensboro Coliseum beheimatet waren. Mit den Greensboro Revolution nahm zwar 2006 wieder ein Arena-Football-Team, diesmal aus der National Indoor Football League, den Spielbetrieb auf, dieser wurde aber schon nach kurzer Zeit wieder eingestellt.

### Sonstige Veranstaltungen
Im First Horizon Coliseum fanden zudem im Laufe der Jahre viele andere Veranstaltungen, wie beispielsweise Monstertruck-Rennen, Wrestling-Events oder Konzerte statt.
Eine Auswahl der Künstler, die in der Arena Konzerte gegeben haben.
| - AC/DC - Aerosmith - B.B. King - Backstreet Boys - Barry White - Beyoncé - Billy Joel - Bon Jovi - Bow Wow - Britney Spears - Bruce Springsteen - Celtic Woman - Cher - Chingy - Clay Aiken - Crime Mob - Daughtry - Dave Matthews Band - Def Leppard - Diddy - Earth, Wind and Fire - Elton John - Elvis Presley | - Eve - Fat Joe - Grateful Dead - Guns N’ Roses - Hannah Montana - Janet Jackson - Jay-Z - Jill Scott - Jimmy Buffett - Jonas Brothers - Kenny Chesney - KISS - Korn - Led Zeppelin - Lenny Kravitz - Lil Wayne - Ludacris - Miley Cyrus - Mötley Crüe - N.O.R.E. - N'Sync - Nas - Omarion | - OutKast - Phish - Prince - Queen - REO Speedwagon - Shania Twain - Styx - T-Pain - T.I. - The Dixie Chicks - The Game - The Jackson Five - The Smashing Pumpkins - The Rolling Stones - The Who - Tina Turner - Tim McGraw - Trina - Usher - Van Halen - Young Dro - Young Jeezy - Yung Joc |